# Vuelta a Suiza 2019
La 83.ª edición de la Vuelta a Suiza fue una carrera de ciclismo en ruta por etapas que se celebró entre el 15 y el 23 de junio de 2019 con inicio en la ciudad de Langnau im Emmental y final en la ciudad de Goms (Suiza). El recorrido constó de un total de 9 etapas sobre una distancia total inicial de 1172,7 km de los cuales finalmente se corrieron 1129,8 km debido al recorte realizado en la 9.ª etapa ante el riesgo de avalanchas.
La carrera hizo parte del circuito UCI WorldTour 2019 dentro de la categoría 2.UWT. El vencedor final fue el colombiano Egan Bernal del INEOS seguido del australiano Rohan Dennis del Bahrain Merida y el austriaco Patrick Konrad del Bora-Hansgrohe.

## Equipos participantes
Tomaron la partida un total de 21 equipos, de los cuales 18 son de categoría UCI WorldTeam, 2 Profesional Continental y la selección nacional de Suiza, quienes conformaron un pelotón de 147 ciclistas de los cuales terminaron 115. Los equipos participantes fueron:
| WorldTeams (18)- AG2R La Mondiale - Astana - Bahrain-Merida - EF Education First - Dimension Data - Movistar Team - Mitchelton-Scott - Lotto Soudal - Groupama-FDJ - Bora-hansgrohe - Deceuninck-Quick Step - CCC Team - UAE Team Emirates - Trek-Segafredo - Team Sunweb - Ineos - Katusha-Alpecin - Team Jumbo-Visma Equipos continentales profesionales (2)- Total Direct Énergie - Rally UHC Cycling Equipo nacional- Suiza |
| |

## Etapas
| Etapa     | Fecha     | Recorrido                                 | type                    | Distancia (km) | Ganador           | Líder          |
| --------- | --------- | ----------------------------------------- | ----------------------- | -------------- | ----------------- | -------------- |
| 1.ª etapa | 15 de jun | Langnau im Emmental – Langnau im Emmental | contrarreloj individual | 9,5            | Rohan Dennis      | Rohan Dennis   |
| 2.ª etapa | 16 de jun | Langnau im Emmental – Langnau im Emmental | etapa de media montaña  | 159,6          | Luis León Sánchez | Kasper Asgreen |
| 3.ª etapa | 17 de jun | Wünnewil-Flamatt – Murten                 | etapa escarpada         | 162,3          | Peter Sagan       | Peter Sagan    |
| 4.ª etapa | 18 de jun | Murten – Arlesheim                        | etapa de media montaña  | 163,9          | Elia Viviani      | Peter Sagan    |
| 5.ª etapa | 19 de jun | Münchenstein – Einsiedeln                 | etapa de media montaña  | 177            | Elia Viviani      | Peter Sagan    |
| 6.ª etapa | 20 de jun | Einsiedeln – Flumserberg                  | etapa de media montaña  | 120,2          | Antwan Tolhoek    | Egan Bernal    |
| 7.ª etapa | 21 de jun | Quarten – Paso de San Gotardo             | etapa de montaña        | 216,6          | Egan Bernal       | Egan Bernal    |
| 8.ª etapa | 22 de jun | Goms – Goms                               | contrarreloj individual | 19,2           | Yves Lampaert     | Egan Bernal    |
| 9.ª etapa | 23 de jun | Goms – Goms                               | etapa de montaña        | 101,5          | Hugh Carthy       | Egan Bernal    |

## Desarrollo de la carrera

### 1.ª etapa
| Langnau im Emmental - Langnau im Emmental | contrarreloj individual | (9,5 km) |

| \| Clasificación de la etapa \| Clasificación de la etapa \| Clasificación de la etapa \| Clasificación de la etapa \| Clasificación de la etapa \| \| Ciclista \| Ciclista \| Equipo \| Tiempo \| \| \| ------------------------- \| ------------------------- \| ------------------------- \| ------------------------- \| ------------------------- \| \| 1.º \| Rohan Dennis \| Bahrain-Merida \| 10 min 50 s \| \| \| 2.º \| Maciej Bodnar \| Bora-Hansgrohe \| + 0 s \| \| \| 3.º \| Michael Matthews \| Team Sunweb \| + 1 s \| \| \| 4.º \| Søren Kragh Andersen \| Team Sunweb \| + 2 s \| \| \| 5.º \| Kasper Asgreen \| Deceuninck-Quick Step \| + 2 s \| \| \| 6.º \| Lawson Craddock \| EF Education First \| + 5 s \| \| \| 7.º \| Peter Sagan \| Bora-Hansgrohe \| + 7 s \| \| \| 8.º \| Patrick Bevin \| CCC Team \| + 8 s \| \| \| 9.º \| Stefan Küng \| Groupama-FDJ \| + 9 s \| \| \| 10.º \| Thomas Scully \| EF Education First \| + 11 s \| \| |                      |                       |             |
| |                      |                       |             |
| Fuente: ProCyclingStats |                      |                       |             |
| Clasificación de la etapa |                      |                       |             |
| Ciclista | Ciclista             | Equipo                | Tiempo      |
| 1.º | Rohan Dennis         | Bahrain-Merida        | 10 min 50 s |
| 2.º | Maciej Bodnar        | Bora-Hansgrohe        | + 0 s       |
| 3.º | Michael Matthews     | Team Sunweb           | + 1 s       |
| 4.º | Søren Kragh Andersen | Team Sunweb           | + 2 s       |
| 5.º | Kasper Asgreen       | Deceuninck-Quick Step | + 2 s       |
| 6.º | Lawson Craddock      | EF Education First    | + 5 s       |
| 7.º | Peter Sagan          | Bora-Hansgrohe        | + 7 s       |
| 8.º | Patrick Bevin        | CCC Team              | + 8 s       |
| 9.º | Stefan Küng          | Groupama-FDJ          | + 9 s       |
| 10.º | Thomas Scully        | EF Education First    | + 11 s      |

| \| Clasificación general \| Clasificación general \| Clasificación general \| Clasificación general \| Clasificación general \| \| Ciclista \| Ciclista \| Equipo \| Tiempo \| \| \| --------------------- \| --------------------- \| --------------------- \| --------------------- \| --------------------- \| \| 1.º \| Rohan Dennis \| Bahrain-Merida \| 10 min 50 s \| \| \| 2.º \| Maciej Bodnar \| Bora-Hansgrohe \| + 0 s \| \| \| 3.º \| Michael Matthews \| Team Sunweb \| + 1 s \| \| \| 4.º \| Søren Kragh Andersen \| Team Sunweb \| + 2 s \| \| \| 5.º \| Kasper Asgreen \| Deceuninck-Quick Step \| + 2 s \| \| \| 6.º \| Lawson Craddock \| EF Education First \| + 5 s \| \| \| 7.º \| Peter Sagan \| Bora-Hansgrohe \| + 7 s \| \| \| 8.º \| Patrick Bevin \| CCC Team \| + 8 s \| \| \| 9.º \| Stefan Küng \| Groupama-FDJ \| + 9 s \| \| \| 10.º \| Thomas Scully \| EF Education First \| + 11 s \| \| |                      |                       |             |
| |                      |                       |             |
| Fuente: ProCyclingStats |                      |                       |             |
| Clasificación general |                      |                       |             |
| Ciclista | Ciclista             | Equipo                | Tiempo      |
| 1.º | Rohan Dennis         | Bahrain-Merida        | 10 min 50 s |
| 2.º | Maciej Bodnar        | Bora-Hansgrohe        | + 0 s       |
| 3.º | Michael Matthews     | Team Sunweb           | + 1 s       |
| 4.º | Søren Kragh Andersen | Team Sunweb           | + 2 s       |
| 5.º | Kasper Asgreen       | Deceuninck-Quick Step | + 2 s       |
| 6.º | Lawson Craddock      | EF Education First    | + 5 s       |
| 7.º | Peter Sagan          | Bora-Hansgrohe        | + 7 s       |
| 8.º | Patrick Bevin        | CCC Team              | + 8 s       |
| 9.º | Stefan Küng          | Groupama-FDJ          | + 9 s       |
| 10.º | Thomas Scully        | EF Education First    | + 11 s      |

### 2.ª etapa
| Langnau im Emmental - Langnau im Emmental | etapa de media montaña | (159,6 km) |

| \| Clasificación de la etapa \| Clasificación de la etapa \| Clasificación de la etapa \| Clasificación de la etapa \| Clasificación de la etapa \| \| Ciclista \| Ciclista \| Equipo \| Tiempo \| \| \| ------------------------- \| ------------------------- \| ------------------------- \| ------------------------- \| ------------------------- \| \| 1.º \| Luis León Sánchez \| Astana \| 4 h 01 min 21 s \| \| \| 2.º \| Peter Sagan \| Bora-Hansgrohe \| + 6 s \| \| \| 3.º \| Matteo Trentin \| Mitchelton-Scott \| + 6 s \| \| \| 4.º \| Kasper Asgreen \| Deceuninck-Quick Step \| + 6 s \| \| \| 5.º \| Greg Van Avermaet \| CCC Team \| + 6 s \| \| \| 6.º \| Michael Matthews \| Team Sunweb \| + 6 s \| \| \| 7.º \| Omar Fraile \| Astana \| + 6 s \| \| \| 8.º \| Sven Erik Bystrøm \| UAE Team Emirates \| + 6 s \| \| \| 9.º \| Nathan Haas \| Katusha-Alpecin \| + 6 s \| \| \| 10.º \| Benjamin Swift \| Team Ineos \| + 6 s \| \| |                   |                       |                 |
| |                   |                       |                 |
| Fuente: ProCyclingStats |                   |                       |                 |
| Clasificación de la etapa |                   |                       |                 |
| Ciclista | Ciclista          | Equipo                | Tiempo          |
| 1.º | Luis León Sánchez | Astana                | 4 h 01 min 21 s |
| 2.º | Peter Sagan       | Bora-Hansgrohe        | + 6 s           |
| 3.º | Matteo Trentin    | Mitchelton-Scott      | + 6 s           |
| 4.º | Kasper Asgreen    | Deceuninck-Quick Step | + 6 s           |
| 5.º | Greg Van Avermaet | CCC Team              | + 6 s           |
| 6.º | Michael Matthews  | Team Sunweb           | + 6 s           |
| 7.º | Omar Fraile       | Astana                | + 6 s           |
| 8.º | Sven Erik Bystrøm | UAE Team Emirates     | + 6 s           |
| 9.º | Nathan Haas       | Katusha-Alpecin       | + 6 s           |
| 10.º | Benjamin Swift    | Team Ineos            | + 6 s           |

| \| Clasificación general \| Clasificación general \| Clasificación general \| Clasificación general \| Clasificación general \| \| Ciclista \| Ciclista \| Equipo \| Tiempo \| \| \| --------------------- \| --------------------- \| --------------------- \| --------------------- \| --------------------- \| \| 1.º \| Kasper Asgreen \| Deceuninck-Quick Step \| 4 h 12 min 16 s \| \| \| 2.º \| Peter Sagan \| Bora-Hansgrohe \| + 0 s \| \| \| 3.º \| Rohan Dennis \| Bahrain-Merida \| + 1 s \| \| \| 4.º \| Michael Matthews \| Team Sunweb \| + 1 s \| \| \| 5.º \| Lawson Craddock \| EF Education First \| + 6 s \| \| \| 6.º \| Stefan Küng \| Groupama-FDJ \| + 10 s \| \| \| 7.º \| Matteo Trentin \| Mitchelton-Scott \| + 17 s \| \| \| 8.º \| Geraint Thomas \| Team Ineos \| + 18 s \| \| \| 9.º \| Jonathan Castroviejo \| Team Ineos \| + 19 s \| \| \| 10.º \| Yves Lampaert \| Deceuninck-Quick Step \| + 19 s \| \| |                      |                       |                 |
| |                      |                       |                 |
| Fuente: ProCyclingStats |                      |                       |                 |
| Clasificación general |                      |                       |                 |
| Ciclista | Ciclista             | Equipo                | Tiempo          |
| 1.º | Kasper Asgreen       | Deceuninck-Quick Step | 4 h 12 min 16 s |
| 2.º | Peter Sagan          | Bora-Hansgrohe        | + 0 s           |
| 3.º | Rohan Dennis         | Bahrain-Merida        | + 1 s           |
| 4.º | Michael Matthews     | Team Sunweb           | + 1 s           |
| 5.º | Lawson Craddock      | EF Education First    | + 6 s           |
| 6.º | Stefan Küng          | Groupama-FDJ          | + 10 s          |
| 7.º | Matteo Trentin       | Mitchelton-Scott      | + 17 s          |
| 8.º | Geraint Thomas       | Team Ineos            | + 18 s          |
| 9.º | Jonathan Castroviejo | Team Ineos            | + 19 s          |
| 10.º | Yves Lampaert        | Deceuninck-Quick Step | + 19 s          |

### 3.ª etapa
| Wünnewil-Flamatt - Murten | etapa escarpada | (162,3 km) |

| \| Clasificación de la etapa \| Clasificación de la etapa \| Clasificación de la etapa \| Clasificación de la etapa \| Clasificación de la etapa \| \| Ciclista \| Ciclista \| Equipo \| Tiempo \| \| \| ------------------------- \| --------------------------- \| ------------------------- \| ------------------------- \| ------------------------- \| \| 1.º \| Peter Sagan \| Bora-Hansgrohe \| 3 h 39 min 25 s \| \| \| 2.º \| Elia Viviani \| Deceuninck-Quick Step \| + 0 s \| \| \| 3.º \| John Degenkolb \| Trek-Segafredo \| + 0 s \| \| \| 4.º \| Iván García Cortina \| Bahrain-Merida \| + 0 s \| \| \| 5.º \| Benjamin Swift \| Team Ineos \| + 0 s \| \| \| 6.º \| Michael Matthews \| Team Sunweb \| + 0 s \| \| \| 7.º \| Reinardt Janse van Rensburg \| Dimension Data \| + 0 s \| \| \| 8.º \| Fabian Lienhard \| Suiza \| + 0 s \| \| \| 9.º \| Thomas Boudat \| Total Direct Énergie \| + 0 s \| \| \| 10.º \| Daniel Hoelgaard \| Groupama-FDJ \| + 0 s \| \| |                             |                       |                 |
| |                             |                       |                 |
| Fuente: ProCyclingStats |                             |                       |                 |
| Clasificación de la etapa |                             |                       |                 |
| Ciclista | Ciclista                    | Equipo                | Tiempo          |
| 1.º | Peter Sagan                 | Bora-Hansgrohe        | 3 h 39 min 25 s |
| 2.º | Elia Viviani                | Deceuninck-Quick Step | + 0 s           |
| 3.º | John Degenkolb              | Trek-Segafredo        | + 0 s           |
| 4.º | Iván García Cortina         | Bahrain-Merida        | + 0 s           |
| 5.º | Benjamin Swift              | Team Ineos            | + 0 s           |
| 6.º | Michael Matthews            | Team Sunweb           | + 0 s           |
| 7.º | Reinardt Janse van Rensburg | Dimension Data        | + 0 s           |
| 8.º | Fabian Lienhard             | Suiza                 | + 0 s           |
| 9.º | Thomas Boudat               | Total Direct Énergie  | + 0 s           |
| 10.º | Daniel Hoelgaard            | Groupama-FDJ          | + 0 s           |

| \| Clasificación general \| Clasificación general \| Clasificación general \| Clasificación general \| Clasificación general \| \| Ciclista \| Ciclista \| Equipo \| Tiempo \| \| \| --------------------- \| --------------------- \| --------------------- \| --------------------- \| --------------------- \| \| 1.º \| Peter Sagan \| Bora-Hansgrohe \| 7 h 51 min 31 s \| \| \| 2.º \| Kasper Asgreen \| Deceuninck-Quick Step \| + 10 s \| \| \| 3.º \| Rohan Dennis \| Bahrain-Merida \| + 11 s \| \| \| 4.º \| Michael Matthews \| Team Sunweb \| + 11 s \| \| \| 5.º \| Lawson Craddock \| EF Education First \| + 16 s \| \| \| 6.º \| Stefan Küng \| Groupama-FDJ \| + 20 s \| \| \| 7.º \| Matteo Trentin \| Mitchelton-Scott \| + 27 s \| \| \| 8.º \| Geraint Thomas \| Team Ineos \| + 28 s \| \| \| 9.º \| Jonathan Castroviejo \| Team Ineos \| + 29 s \| \| \| 10.º \| Luis León Sánchez \| Astana \| + 29 s \| \| |                      |                       |                 |
| |                      |                       |                 |
| Fuente: ProCyclingStats |                      |                       |                 |
| Clasificación general |                      |                       |                 |
| Ciclista | Ciclista             | Equipo                | Tiempo          |
| 1.º | Peter Sagan          | Bora-Hansgrohe        | 7 h 51 min 31 s |
| 2.º | Kasper Asgreen       | Deceuninck-Quick Step | + 10 s          |
| 3.º | Rohan Dennis         | Bahrain-Merida        | + 11 s          |
| 4.º | Michael Matthews     | Team Sunweb           | + 11 s          |
| 5.º | Lawson Craddock      | EF Education First    | + 16 s          |
| 6.º | Stefan Küng          | Groupama-FDJ          | + 20 s          |
| 7.º | Matteo Trentin       | Mitchelton-Scott      | + 27 s          |
| 8.º | Geraint Thomas       | Team Ineos            | + 28 s          |
| 9.º | Jonathan Castroviejo | Team Ineos            | + 29 s          |
| 10.º | Luis León Sánchez    | Astana                | + 29 s          |

### 4.ª etapa
| Murten - Arlesheim | etapa de media montaña | (163,9 km) |

| \| Clasificación de la etapa \| Clasificación de la etapa \| Clasificación de la etapa \| Clasificación de la etapa \| Clasificación de la etapa \| \| Ciclista \| Ciclista \| Equipo \| Tiempo \| \| \| ------------------------- \| --------------------------- \| ------------------------- \| ------------------------- \| ------------------------- \| \| 1.º \| Elia Viviani \| Deceuninck-Quick Step \| 3 h 46 min 02 s \| \| \| 2.º \| Michael Matthews \| Team Sunweb \| + 0 s \| \| \| 3.º \| Peter Sagan \| Bora-Hansgrohe \| + 0 s \| \| \| 4.º \| Matteo Trentin \| Mitchelton-Scott \| + 0 s \| \| \| 5.º \| Jasper Stuyven \| Trek-Segafredo \| + 0 s \| \| \| 6.º \| Sep Vanmarcke \| EF Education First \| + 0 s \| \| \| 7.º \| Reinardt Janse van Rensburg \| Dimension Data \| + 0 s \| \| \| 8.º \| Iván García Cortina \| Bahrain-Merida \| + 0 s \| \| \| 9.º \| Stan Dewulf \| Lotto-Soudal \| + 0 s \| \| \| 10.º \| Fabian Lienhard \| Suiza \| + 0 s \| \| |                             |                       |                 |
| |                             |                       |                 |
| Fuente: ProCyclingStats |                             |                       |                 |
| Clasificación de la etapa |                             |                       |                 |
| Ciclista | Ciclista                    | Equipo                | Tiempo          |
| 1.º | Elia Viviani                | Deceuninck-Quick Step | 3 h 46 min 02 s |
| 2.º | Michael Matthews            | Team Sunweb           | + 0 s           |
| 3.º | Peter Sagan                 | Bora-Hansgrohe        | + 0 s           |
| 4.º | Matteo Trentin              | Mitchelton-Scott      | + 0 s           |
| 5.º | Jasper Stuyven              | Trek-Segafredo        | + 0 s           |
| 6.º | Sep Vanmarcke               | EF Education First    | + 0 s           |
| 7.º | Reinardt Janse van Rensburg | Dimension Data        | + 0 s           |
| 8.º | Iván García Cortina         | Bahrain-Merida        | + 0 s           |
| 9.º | Stan Dewulf                 | Lotto-Soudal          | + 0 s           |
| 10.º | Fabian Lienhard             | Suiza                 | + 0 s           |

| \| Clasificación general \| Clasificación general \| Clasificación general \| Clasificación general \| Clasificación general \| \| Ciclista \| Ciclista \| Equipo \| Tiempo \| \| \| --------------------- \| --------------------- \| --------------------- \| --------------------- \| --------------------- \| \| 1.º \| Peter Sagan \| Bora-Hansgrohe \| 11 h 37 min 28 s \| \| \| 2.º \| Michael Matthews \| Team Sunweb \| + 10 s \| \| \| 3.º \| Kasper Asgreen \| Deceuninck-Quick Step \| + 15 s \| \| \| 4.º \| Rohan Dennis \| Bahrain-Merida \| + 16 s \| \| \| 5.º \| Lawson Craddock \| EF Education First \| + 21 s \| \| \| 6.º \| Stefan Küng \| Groupama-FDJ \| + 25 s \| \| \| 7.º \| Matteo Trentin \| Mitchelton-Scott \| + 32 s \| \| \| 8.º \| Patrick Konrad \| Bora-Hansgrohe \| + 34 s \| \| \| 9.º \| Jonathan Castroviejo \| Team Ineos \| + 34 s \| \| \| 10.º \| Luis León Sánchez \| Astana \| + 34 s \| \| |                      |                       |                  |
| |                      |                       |                  |
| Fuente: ProCyclingStats |                      |                       |                  |
| Clasificación general |                      |                       |                  |
| Ciclista | Ciclista             | Equipo                | Tiempo           |
| 1.º | Peter Sagan          | Bora-Hansgrohe        | 11 h 37 min 28 s |
| 2.º | Michael Matthews     | Team Sunweb           | + 10 s           |
| 3.º | Kasper Asgreen       | Deceuninck-Quick Step | + 15 s           |
| 4.º | Rohan Dennis         | Bahrain-Merida        | + 16 s           |
| 5.º | Lawson Craddock      | EF Education First    | + 21 s           |
| 6.º | Stefan Küng          | Groupama-FDJ          | + 25 s           |
| 7.º | Matteo Trentin       | Mitchelton-Scott      | + 32 s           |
| 8.º | Patrick Konrad       | Bora-Hansgrohe        | + 34 s           |
| 9.º | Jonathan Castroviejo | Team Ineos            | + 34 s           |
| 10.º | Luis León Sánchez    | Astana                | + 34 s           |

### 5.ª etapa
| Münchenstein - Einsiedeln | etapa de media montaña | (177 km) |

| \| Clasificación de la etapa \| Clasificación de la etapa \| Clasificación de la etapa \| Clasificación de la etapa \| Clasificación de la etapa \| \| Ciclista \| Ciclista \| Equipo \| Tiempo \| \| \| ------------------------- \| --------------------------- \| ------------------------- \| ------------------------- \| ------------------------- \| \| 1.º \| Elia Viviani \| Deceuninck-Quick Step \| 4 h 18 min 26 s \| \| \| 2.º \| Peter Sagan \| Bora-Hansgrohe \| + 0 s \| \| \| 3.º \| Jasper Stuyven \| Trek-Segafredo \| + 0 s \| \| \| 4.º \| Matteo Trentin \| Mitchelton-Scott \| + 0 s \| \| \| 5.º \| Michael Matthews \| Team Sunweb \| + 0 s \| \| \| 6.º \| Alexander Kristoff \| UAE Team Emirates \| + 0 s \| \| \| 7.º \| Fabian Lienhard \| Suiza \| + 0 s \| \| \| 8.º \| Stan Dewulf \| Lotto-Soudal \| + 0 s \| \| \| 9.º \| Reinardt Janse van Rensburg \| Dimension Data \| + 0 s \| \| \| 10.º \| Patrick Bevin \| CCC Team \| + 0 s \| \| |                             |                       |                 |
| |                             |                       |                 |
| Fuente: ProCyclingStats |                             |                       |                 |
| Clasificación de la etapa |                             |                       |                 |
| Ciclista | Ciclista                    | Equipo                | Tiempo          |
| 1.º | Elia Viviani                | Deceuninck-Quick Step | 4 h 18 min 26 s |
| 2.º | Peter Sagan                 | Bora-Hansgrohe        | + 0 s           |
| 3.º | Jasper Stuyven              | Trek-Segafredo        | + 0 s           |
| 4.º | Matteo Trentin              | Mitchelton-Scott      | + 0 s           |
| 5.º | Michael Matthews            | Team Sunweb           | + 0 s           |
| 6.º | Alexander Kristoff          | UAE Team Emirates     | + 0 s           |
| 7.º | Fabian Lienhard             | Suiza                 | + 0 s           |
| 8.º | Stan Dewulf                 | Lotto-Soudal          | + 0 s           |
| 9.º | Reinardt Janse van Rensburg | Dimension Data        | + 0 s           |
| 10.º | Patrick Bevin               | CCC Team              | + 0 s           |

| \| Clasificación general \| Clasificación general \| Clasificación general \| Clasificación general \| Clasificación general \| \| Ciclista \| Ciclista \| Equipo \| Tiempo \| \| \| --------------------- \| --------------------- \| --------------------- \| --------------------- \| --------------------- \| \| 1.º \| Peter Sagan \| Bora-Hansgrohe \| 15 h 55 min 48 s \| \| \| 2.º \| Michael Matthews \| Team Sunweb \| + 14 s \| \| \| 3.º \| Kasper Asgreen \| Deceuninck-Quick Step \| + 21 s \| \| \| 4.º \| Rohan Dennis \| Bahrain-Merida \| + 22 s \| \| \| 5.º \| Lawson Craddock \| EF Education First \| + 27 s \| \| \| 6.º \| Matteo Trentin \| Mitchelton-Scott \| + 38 s \| \| \| 7.º \| Patrick Konrad \| Bora-Hansgrohe \| + 39 s \| \| \| 8.º \| Luis León Sánchez \| Astana \| + 40 s \| \| \| 9.º \| Winner Anacona \| Movistar Team \| + 40 s \| \| \| 10.º \| Fabio Felline \| Trek-Segafredo \| + 41 s \| \| |                   |                       |                  |
| |                   |                       |                  |
| Fuente: ProCyclingStats |                   |                       |                  |
| Clasificación general |                   |                       |                  |
| Ciclista | Ciclista          | Equipo                | Tiempo           |
| 1.º | Peter Sagan       | Bora-Hansgrohe        | 15 h 55 min 48 s |
| 2.º | Michael Matthews  | Team Sunweb           | + 14 s           |
| 3.º | Kasper Asgreen    | Deceuninck-Quick Step | + 21 s           |
| 4.º | Rohan Dennis      | Bahrain-Merida        | + 22 s           |
| 5.º | Lawson Craddock   | EF Education First    | + 27 s           |
| 6.º | Matteo Trentin    | Mitchelton-Scott      | + 38 s           |
| 7.º | Patrick Konrad    | Bora-Hansgrohe        | + 39 s           |
| 8.º | Luis León Sánchez | Astana                | + 40 s           |
| 9.º | Winner Anacona    | Movistar Team         | + 40 s           |
| 10.º | Fabio Felline     | Trek-Segafredo        | + 41 s           |

### 6.ª etapa
| Einsiedeln - Flumserberg | etapa de media montaña | (120,2 km) |

| \| Clasificación de la etapa \| Clasificación de la etapa \| Clasificación de la etapa \| Clasificación de la etapa \| Clasificación de la etapa \| \| Ciclista \| Ciclista \| Equipo \| Tiempo \| \| \| ------------------------- \| ------------------------- \| ------------------------- \| ------------------------- \| ------------------------- \| \| 1.º \| Antwan Tolhoek \| Team Jumbo-Visma \| 2 h 43 min 35 s \| \| \| 2.º \| Egan Bernal \| Team Ineos \| + 17 s \| \| \| 3.º \| François Bidard \| AG2R La Mondiale \| + 24 s \| \| \| 4.º \| Jan Hirt \| Astana \| + 29 s \| \| \| 5.º \| Domenico Pozzovivo \| Bahrain-Merida \| + 31 s \| \| \| 6.º \| Patrick Bevin \| CCC Team \| + 38 s \| \| \| 7.º \| Rui Alberto Costa \| UAE Team Emirates \| + 44 s \| \| \| 8.º \| Tiesj Benoot \| Lotto-Soudal \| + 44 s \| \| \| 9.º \| Patrick Schelling \| Suiza \| + 46 s \| \| \| 10.º \| Patrick Konrad \| Bora-Hansgrohe \| + 46 s \| \| |                    |                   |                 |
| |                    |                   |                 |
| Fuente: ProCyclingStats |                    |                   |                 |
| Clasificación de la etapa |                    |                   |                 |
| Ciclista | Ciclista           | Equipo            | Tiempo          |
| 1.º | Antwan Tolhoek     | Team Jumbo-Visma  | 2 h 43 min 35 s |
| 2.º | Egan Bernal        | Team Ineos        | + 17 s          |
| 3.º | François Bidard    | AG2R La Mondiale  | + 24 s          |
| 4.º | Jan Hirt           | Astana            | + 29 s          |
| 5.º | Domenico Pozzovivo | Bahrain-Merida    | + 31 s          |
| 6.º | Patrick Bevin      | CCC Team          | + 38 s          |
| 7.º | Rui Alberto Costa  | UAE Team Emirates | + 44 s          |
| 8.º | Tiesj Benoot       | Lotto-Soudal      | + 44 s          |
| 9.º | Patrick Schelling  | Suiza             | + 46 s          |
| 10.º | Patrick Konrad     | Bora-Hansgrohe    | + 46 s          |

| \| Clasificación general \| Clasificación general \| Clasificación general \| Clasificación general \| Clasificación general \| \| Ciclista \| Ciclista \| Equipo \| Tiempo \| \| \| --------------------- \| --------------------- \| --------------------- \| --------------------- \| --------------------- \| \| 1.º \| Egan Bernal \| Team Ineos \| 18 h 40 min 18 s \| \| \| 2.º \| Rohan Dennis \| Bahrain-Merida \| + 12 s \| \| \| 3.º \| Patrick Konrad \| Bora-Hansgrohe \| + 29 s \| \| \| 4.º \| Jan Hirt \| Astana \| + 35 s \| \| \| 5.º \| Tiesj Benoot \| Lotto-Soudal \| + 35 s \| \| \| 6.º \| Marc Soler \| Movistar Team \| + 41 s \| \| \| 7.º \| Domenico Pozzovivo \| Bahrain-Merida \| + 50 s \| \| \| 8.º \| François Bidard \| AG2R La Mondiale \| + 58 s \| \| \| 9.º \| Fabio Aru \| UAE Team Emirates \| + 1 min 07 s \| \| \| 10.º \| Nicolas Roche \| Team Sunweb \| + 1 min 07 s \| \| |                    |                   |                  |
| |                    |                   |                  |
| Fuente: ProCyclingStats |                    |                   |                  |
| Clasificación general |                    |                   |                  |
| Ciclista | Ciclista           | Equipo            | Tiempo           |
| 1.º | Egan Bernal        | Team Ineos        | 18 h 40 min 18 s |
| 2.º | Rohan Dennis       | Bahrain-Merida    | + 12 s           |
| 3.º | Patrick Konrad     | Bora-Hansgrohe    | + 29 s           |
| 4.º | Jan Hirt           | Astana            | + 35 s           |
| 5.º | Tiesj Benoot       | Lotto-Soudal      | + 35 s           |
| 6.º | Marc Soler         | Movistar Team     | + 41 s           |
| 7.º | Domenico Pozzovivo | Bahrain-Merida    | + 50 s           |
| 8.º | François Bidard    | AG2R La Mondiale  | + 58 s           |
| 9.º | Fabio Aru          | UAE Team Emirates | + 1 min 07 s     |
| 10.º | Nicolas Roche      | Team Sunweb       | + 1 min 07 s     |

### 7.ª etapa
| Quarten - Paso de San Gotardo | etapa de montaña | (216,6 km) |

| \| Clasificación de la etapa \| Clasificación de la etapa \| Clasificación de la etapa \| Clasificación de la etapa \| Clasificación de la etapa \| \| Ciclista \| Ciclista \| Equipo \| Tiempo \| \| \| ------------------------- \| ------------------------- \| ------------------------- \| ------------------------- \| ------------------------- \| \| 1.º \| Egan Bernal \| Team Ineos \| 5 h 37 min 40 s \| \| \| 2.º \| Domenico Pozzovivo \| Bahrain-Merida \| + 23 s \| \| \| 3.º \| Rohan Dennis \| Bahrain-Merida \| + 23 s \| \| \| 4.º \| Patrick Konrad \| Bora-Hansgrohe \| + 34 s \| \| \| 5.º \| Jan Hirt \| Astana \| + 34 s \| \| \| 6.º \| Tiesj Benoot \| Lotto-Soudal \| + 34 s \| \| \| 7.º \| Enric Mas \| Deceuninck-Quick Step \| + 40 s \| \| \| 8.º \| Simon Špilak \| Katusha-Alpecin \| + 50 s \| \| \| 9.º \| Lennard Kämna \| Team Sunweb \| + 1 min 03 s \| \| \| 10.º \| Fabio Aru \| UAE Team Emirates \| + 1 min 03 s \| \| |                    |                       |                 |
| |                    |                       |                 |
| Fuente: ProCyclingStats |                    |                       |                 |
| Clasificación de la etapa |                    |                       |                 |
| Ciclista | Ciclista           | Equipo                | Tiempo          |
| 1.º | Egan Bernal        | Team Ineos            | 5 h 37 min 40 s |
| 2.º | Domenico Pozzovivo | Bahrain-Merida        | + 23 s          |
| 3.º | Rohan Dennis       | Bahrain-Merida        | + 23 s          |
| 4.º | Patrick Konrad     | Bora-Hansgrohe        | + 34 s          |
| 5.º | Jan Hirt           | Astana                | + 34 s          |
| 6.º | Tiesj Benoot       | Lotto-Soudal          | + 34 s          |
| 7.º | Enric Mas          | Deceuninck-Quick Step | + 40 s          |
| 8.º | Simon Špilak       | Katusha-Alpecin       | + 50 s          |
| 9.º | Lennard Kämna      | Team Sunweb           | + 1 min 03 s    |
| 10.º | Fabio Aru          | UAE Team Emirates     | + 1 min 03 s    |

| \| Clasificación general \| Clasificación general \| Clasificación general \| Clasificación general \| Clasificación general \| \| Ciclista \| Ciclista \| Equipo \| Tiempo \| \| \| --------------------- \| --------------------- \| --------------------- \| --------------------- \| --------------------- \| \| 1.º \| Egan Bernal \| Team Ineos \| 24 h 17 min 48 s \| \| \| 2.º \| Rohan Dennis \| Bahrain-Merida \| + 41 s \| \| \| 3.º \| Patrick Konrad \| Bora-Hansgrohe \| + 1 min 13 s \| \| \| 4.º \| Domenico Pozzovivo \| Bahrain-Merida \| + 1 min 17 s \| \| \| 5.º \| Jan Hirt \| Astana \| + 1 min 19 s \| \| \| 6.º \| Tiesj Benoot \| Lotto-Soudal \| + 1 min 19 s \| \| \| 7.º \| Enric Mas \| Deceuninck-Quick Step \| + 2 min 07 s \| \| \| 8.º \| Fabio Aru \| UAE Team Emirates \| + 2 min 20 s \| \| \| 9.º \| Nicolas Roche \| Team Sunweb \| + 2 min 23 s \| \| \| 10.º \| Simon Špilak \| Katusha-Alpecin \| + 2 min 26 s \| \| |                    |                       |                  |
| |                    |                       |                  |
| Fuente: ProCyclingStats |                    |                       |                  |
| Clasificación general |                    |                       |                  |
| Ciclista | Ciclista           | Equipo                | Tiempo           |
| 1.º | Egan Bernal        | Team Ineos            | 24 h 17 min 48 s |
| 2.º | Rohan Dennis       | Bahrain-Merida        | + 41 s           |
| 3.º | Patrick Konrad     | Bora-Hansgrohe        | + 1 min 13 s     |
| 4.º | Domenico Pozzovivo | Bahrain-Merida        | + 1 min 17 s     |
| 5.º | Jan Hirt           | Astana                | + 1 min 19 s     |
| 6.º | Tiesj Benoot       | Lotto-Soudal          | + 1 min 19 s     |
| 7.º | Enric Mas          | Deceuninck-Quick Step | + 2 min 07 s     |
| 8.º | Fabio Aru          | UAE Team Emirates     | + 2 min 20 s     |
| 9.º | Nicolas Roche      | Team Sunweb           | + 2 min 23 s     |
| 10.º | Simon Špilak       | Katusha-Alpecin       | + 2 min 26 s     |

### 8.ª etapa
| Goms - Goms | contrarreloj individual | (19,2 km) |

| \| Clasificación de la etapa \| Clasificación de la etapa \| Clasificación de la etapa \| Clasificación de la etapa \| Clasificación de la etapa \| \| Ciclista \| Ciclista \| Equipo \| Tiempo \| \| \| ------------------------- \| ------------------------- \| ------------------------- \| ------------------------- \| ------------------------- \| \| 1.º \| Yves Lampaert \| Deceuninck-Quick Step \| 21 min 58 s \| \| \| 2.º \| Kasper Asgreen \| Deceuninck-Quick Step \| + 5 s \| \| \| 3.º \| Søren Kragh Andersen \| Team Sunweb \| + 10 s \| \| \| 4.º \| Thomas Scully \| EF Education First \| + 13 s \| \| \| 5.º \| Patrick Bevin \| CCC Team \| + 13 s \| \| \| 6.º \| Rohan Dennis \| Bahrain-Merida \| + 19 s \| \| \| 7.º \| Stefan Küng \| Groupama-FDJ \| + 20 s \| \| \| 8.º \| Benjamin Thomas \| Groupama-FDJ \| + 32 s \| \| \| 9.º \| Nikias Arndt \| Team Sunweb \| + 34 s \| \| \| 10.º \| Matteo Trentin \| Mitchelton-Scott \| + 36 s \| \| |                      |                       |             |
| |                      |                       |             |
| Fuente: ProCyclingStats |                      |                       |             |
| Clasificación de la etapa |                      |                       |             |
| Ciclista | Ciclista             | Equipo                | Tiempo      |
| 1.º | Yves Lampaert        | Deceuninck-Quick Step | 21 min 58 s |
| 2.º | Kasper Asgreen       | Deceuninck-Quick Step | + 5 s       |
| 3.º | Søren Kragh Andersen | Team Sunweb           | + 10 s      |
| 4.º | Thomas Scully        | EF Education First    | + 13 s      |
| 5.º | Patrick Bevin        | CCC Team              | + 13 s      |
| 6.º | Rohan Dennis         | Bahrain-Merida        | + 19 s      |
| 7.º | Stefan Küng          | Groupama-FDJ          | + 20 s      |
| 8.º | Benjamin Thomas      | Groupama-FDJ          | + 32 s      |
| 9.º | Nikias Arndt         | Team Sunweb           | + 34 s      |
| 10.º | Matteo Trentin       | Mitchelton-Scott      | + 36 s      |

| \| Clasificación general \| Clasificación general \| Clasificación general \| Clasificación general \| Clasificación general \| \| Ciclista \| Ciclista \| Equipo \| Tiempo \| \| \| --------------------- \| --------------------- \| --------------------- \| --------------------- \| --------------------- \| \| 1.º \| Egan Bernal \| Team Ineos \| 24 h 40 min 24 s \| \| \| 2.º \| Rohan Dennis \| Bahrain-Merida \| + 22 s \| \| \| 3.º \| Patrick Konrad \| Bora-Hansgrohe \| + 1 min 46 s \| \| \| 4.º \| Tiesj Benoot \| Lotto-Soudal \| + 1 min 54 s \| \| \| 5.º \| Jan Hirt \| Astana \| + 1 min 55 s \| \| \| 6.º \| Enric Mas \| Deceuninck-Quick Step \| + 2 min 43 s \| \| \| 7.º \| Simon Špilak \| Katusha-Alpecin \| + 2 min 53 s \| \| \| 8.º \| Domenico Pozzovivo \| Bahrain-Merida \| + 2 min 56 s \| \| \| 9.º \| Carlos Betancur \| Movistar Team \| + 3 min 17 s \| \| \| 10.º \| Nicolas Roche \| Team Sunweb \| + 3 min 17 s \| \| |                    |                       |                  |
| |                    |                       |                  |
| Fuente: ProCyclingStats |                    |                       |                  |
| Clasificación general |                    |                       |                  |
| Ciclista | Ciclista           | Equipo                | Tiempo           |
| 1.º | Egan Bernal        | Team Ineos            | 24 h 40 min 24 s |
| 2.º | Rohan Dennis       | Bahrain-Merida        | + 22 s           |
| 3.º | Patrick Konrad     | Bora-Hansgrohe        | + 1 min 46 s     |
| 4.º | Tiesj Benoot       | Lotto-Soudal          | + 1 min 54 s     |
| 5.º | Jan Hirt           | Astana                | + 1 min 55 s     |
| 6.º | Enric Mas          | Deceuninck-Quick Step | + 2 min 43 s     |
| 7.º | Simon Špilak       | Katusha-Alpecin       | + 2 min 53 s     |
| 8.º | Domenico Pozzovivo | Bahrain-Merida        | + 2 min 56 s     |
| 9.º | Carlos Betancur    | Movistar Team         | + 3 min 17 s     |
| 10.º | Nicolas Roche      | Team Sunweb           | + 3 min 17 s     |

### 9.ª etapa
El recorrido de la 9.ª etapa fue acortado de los 144,4 km iniciales a 101,5 km debido a que la organización de la carrera no garantizaba la seguridad por el paso por Sustenpass ante riesgo de avalanchas.
| Goms - Goms | etapa de montaña | (101,5 km) |

| \| Clasificación de la etapa \| Clasificación de la etapa \| Clasificación de la etapa \| Clasificación de la etapa \| Clasificación de la etapa \| \| Ciclista \| Ciclista \| Equipo \| Tiempo \| \| \| ------------------------- \| ------------------------- \| ------------------------- \| ------------------------- \| ------------------------- \| \| 1.º \| Hugh Carthy \| EF Education First \| 3 h 01 min 49 s \| \| \| 2.º \| Rohan Dennis \| Bahrain-Merida \| + 1 min 02 s \| \| \| 3.º \| Egan Bernal \| Team Ineos \| + 1 min 02 s \| \| \| 4.º \| Mathias Frank \| AG2R La Mondiale \| + 1 min 52 s \| \| \| 5.º \| Simon Špilak \| Katusha-Alpecin \| + 1 min 52 s \| \| \| 6.º \| Carlos Betancur \| Movistar Team \| + 2 min 15 s \| \| \| 7.º \| Tiesj Benoot \| Lotto-Soudal \| + 2 min 15 s \| \| \| 8.º \| Domenico Pozzovivo \| Bahrain-Merida \| + 2 min 15 s \| \| \| 9.º \| Patrick Konrad \| Bora-Hansgrohe \| + 2 min 15 s \| \| \| 10.º \| Jan Hirt \| Astana \| + 2 min 15 s \| \| |                    |                    |                 |
| |                    |                    |                 |
| Fuente: ProCyclingStats |                    |                    |                 |
| Clasificación de la etapa |                    |                    |                 |
| Ciclista | Ciclista           | Equipo             | Tiempo          |
| 1.º | Hugh Carthy        | EF Education First | 3 h 01 min 49 s |
| 2.º | Rohan Dennis       | Bahrain-Merida     | + 1 min 02 s    |
| 3.º | Egan Bernal        | Team Ineos         | + 1 min 02 s    |
| 4.º | Mathias Frank      | AG2R La Mondiale   | + 1 min 52 s    |
| 5.º | Simon Špilak       | Katusha-Alpecin    | + 1 min 52 s    |
| 6.º | Carlos Betancur    | Movistar Team      | + 2 min 15 s    |
| 7.º | Tiesj Benoot       | Lotto-Soudal       | + 2 min 15 s    |
| 8.º | Domenico Pozzovivo | Bahrain-Merida     | + 2 min 15 s    |
| 9.º | Patrick Konrad     | Bora-Hansgrohe     | + 2 min 15 s    |
| 10.º | Jan Hirt           | Astana             | + 2 min 15 s    |

## Clasificaciones finales
Las clasificaciones finalizaron de la siguiente forma:

### Clasificación general
| \| Clasificación general \| Clasificación general \| Clasificación general \| Clasificación general \| Clasificación general \| \| Ciclista \| Ciclista \| Equipo \| Tiempo \| \| \| --------------------- \| --------------------- \| --------------------- \| --------------------- \| --------------------- \| \| 1.º \| Egan Bernal \| Team Ineos \| 27 h 43 min 10 s \| \| \| 2.º \| Rohan Dennis \| Bahrain-Merida \| + 19 s \| \| \| 3.º \| Patrick Konrad \| Bora-Hansgrohe \| + 3 min 04 s \| \| \| 4.º \| Tiesj Benoot \| Lotto-Soudal \| + 3 min 12 s \| \| \| 5.º \| Jan Hirt \| Astana \| + 3 min 13 s \| \| \| 6.º \| Simon Špilak \| Katusha-Alpecin \| + 3 min 48 s \| \| \| 7.º \| Domenico Pozzovivo \| Bahrain-Merida \| + 4 min 14 s \| \| \| 8.º \| Carlos Betancur \| Movistar Team \| + 4 min 35 s \| \| \| 9.º \| Enric Mas \| Deceuninck-Quick Step \| + 4 min 53 s \| \| \| 10.º \| Nicolas Roche \| Team Sunweb \| + 5 min 27 s \| \| |                    |                       |                  |
| |                    |                       |                  |
| Fuente: ProCyclingStats |                    |                       |                  |
| Clasificación general |                    |                       |                  |
| Ciclista | Ciclista           | Equipo                | Tiempo           |
| 1.º | Egan Bernal        | Team Ineos            | 27 h 43 min 10 s |
| 2.º | Rohan Dennis       | Bahrain-Merida        | + 19 s           |
| 3.º | Patrick Konrad     | Bora-Hansgrohe        | + 3 min 04 s     |
| 4.º | Tiesj Benoot       | Lotto-Soudal          | + 3 min 12 s     |
| 5.º | Jan Hirt           | Astana                | + 3 min 13 s     |
| 6.º | Simon Špilak       | Katusha-Alpecin       | + 3 min 48 s     |
| 7.º | Domenico Pozzovivo | Bahrain-Merida        | + 4 min 14 s     |
| 8.º | Carlos Betancur    | Movistar Team         | + 4 min 35 s     |
| 9.º | Enric Mas          | Deceuninck-Quick Step | + 4 min 53 s     |
| 10.º | Nicolas Roche      | Team Sunweb           | + 5 min 27 s     |

### Clasificación por puntos
| Clasificación por puntos | Clasificación por puntos | Clasificación por puntos | Clasificación por puntos | Clasificación por puntos |
| Ciclista                 | Ciclista                 | Equipo                   | Puntos                   |                          |
| ------------------------ | ------------------------ | ------------------------ | ------------------------ | ------------------------ |
| 1.º                      | Peter Sagan              | Bora-Hansgrohe           | 37 pts                   |                          |
| 2.º                      | Elia Viviani             | Deceuninck-Quick Step    | 32 pts                   |                          |
| 3.º                      | Rohan Dennis             | Bahrain-Merida           | 28 pts                   |                          |
| 4.º                      | Egan Bernal              | Team Ineos               | 27 pts                   |                          |
| 5.º                      | Matteo Trentin           | Mitchelton-Scott         | 22 pts                   |                          |
| 6.º                      | Hugh Carthy              | EF Education First       | 20 pts                   |                          |
| 7.º                      | Kasper Asgreen           | Deceuninck-Quick Step    | 18 pts                   |                          |
| 8.º                      | Luis León Sánchez        | Astana                   | 12 pts                   |                          |
| 9.º                      | Antwan Tolhoek           | Team Jumbo-Visma         | 12 pts                   |                          |
| 10.º                     | Domenico Pozzovivo       | Bahrain-Merida           | 10 pts                   |                          |

### Clasificación de la montaña
| Clasificación de la montaña | Clasificación de la montaña | Clasificación de la montaña | Clasificación de la montaña | Clasificación de la montaña |
| Ciclista                    | Ciclista                    | Equipo                      | Puntos                      |                             |
| --------------------------- | --------------------------- | --------------------------- | --------------------------- | --------------------------- |
| 1.º                         | Hugh Carthy                 | EF Education First          | 60 pts                      |                             |
| 2.º                         | Egan Bernal                 | Team Ineos                  | 40 pts                      |                             |
| 3.º                         | Rohan Dennis                | Bahrain-Merida              | 33 pts                      |                             |
| 4.º                         | Lennard Kämna               | Team Sunweb                 | 28 pts                      |                             |
| 5.º                         | Claudio Imhof               | Suiza                       | 25 pts                      |                             |
| 6.º                         | Domenico Pozzovivo          | Bahrain-Merida              | 21 pts                      |                             |
| 7.º                         | Gavin Mannion               | Rally UHC Cycling           | 19 pts                      |                             |
| 8.º                         | Koen Bouwman                | Team Jumbo-Visma            | 18 pts                      |                             |
| 9.º                         | Mathias Frank               | AG2R La Mondiale            | 17 pts                      |                             |
| 10.º                        | Simon Špilak                | Katusha-Alpecin             | 15 pts                      |                             |

### Clasificación de los jóvenes
| Clasificación del mejor joven | Clasificación del mejor joven | Clasificación del mejor joven | Clasificación del mejor joven | Clasificación del mejor joven |
| Ciclista                      | Ciclista                      | Equipo                        | Tiempo                        |                               |
| ----------------------------- | ----------------------------- | ----------------------------- | ----------------------------- | ----------------------------- |
| 1.º                           | Egan Bernal                   | Team Ineos                    | 27 h 43 min 10 s              |                               |
| 2.º                           | Tiesj Benoot                  | Lotto-Soudal                  | + 3 min 12 s                  |                               |
| 3.º                           | Enric Mas                     | Deceuninck-Quick Step         | + 4 min 53 s                  |                               |
| 4.º                           | Aurélien Paret-Peintre        | AG2R La Mondiale              | + 9 min 39 s                  |                               |
| 5.º                           | Lennard Kämna                 | Team Sunweb                   | + 9 min 42 s                  |                               |
| 6.º                           | Kilian Frankiny               | Groupama-FDJ                  | + 11 min 03 s                 |                               |
| 7.º                           | Merhawi Kudus                 | Astana                        | + 18 min 11 s                 |                               |
| 8.º                           | Matteo Fabbro                 | Katusha-Alpecin               | + 19 min 53 s                 |                               |
| 9.º                           | Hugh Carthy                   | EF Education First            | + 20 min 23 s                 |                               |
| 10.º                          | Gino Mäder                    | Dimension Data                | + 21 min 35 s                 |                               |

### Clasificación por equipos
| Clasificación por equipos | Clasificación por equipos | Clasificación por equipos | Clasificación por equipos |
| Equipo                    | Equipo                    | Tiempo                    |                           |
| ------------------------- | ------------------------- | ------------------------- | ------------------------- |
| 1.º                       | Movistar Team             | 83 h 32 min 29 s          |                           |
| 2.º                       | Ineos                     | + 1 min 47 s              |                           |
| 3.º                       | Team Sunweb               | + 6 min 02 s              |                           |
| 4.º                       | AG2R La Mondiale          | + 11 min 17 s             |                           |
| 5.º                       | Astana                    | + 15 min 55 s             |                           |
| 6.º                       | Suiza                     | + 17 min 43 s             |                           |
| 7.º                       | UAE Team Emirates         | + 19 min 05 s             |                           |
| 8.º                       | Bahrain-Merida            | + 21 min 07 s             |                           |
| 9.º                       | Trek-Segafredo            | + 23 min 12 s             |                           |
| 10.º                      | Katusha-Alpecin           | + 29 min 52 s             |                           |

## Evolución de las clasificaciones
| Etapa                   | Vencedor                | Clasificación general | Clasificación por puntos | Clasificación de la montaña | Clasificación de los jóvenes | Clasificación del mejor suizo | Clasificación por equipos |
| ----------------------- | ----------------------- | --------------------- | ------------------------ | --------------------------- | ---------------------------- | ----------------------------- | ------------------------- |
| 1.ª                     | Rohan Dennis            | Rohan Dennis          | Rohan Dennis             | no se entregó               | Søren Kragh Andersen         | Stefan Küng                   | Bora-Hansgrohe            |
| 2.ª                     | Luis León Sánchez       | Kasper Asgreen        | Rohan Dennis             | Claudio Imhof               | Kasper Asgreen               | Stefan Küng                   | Sunweb                    |
| 3.ª                     | Peter Sagan             | Peter Sagan           | Peter Sagan              | Claudio Imhof               | Kasper Asgreen               | Stefan Küng                   | Sunweb                    |
| 4.ª                     | Elia Viviani            | Peter Sagan           | Peter Sagan              | Claudio Imhof               | Kasper Asgreen               | Stefan Küng                   | Sunweb                    |
| 5.ª                     | Elia Viviani            | Peter Sagan           | Peter Sagan              | Claudio Imhof               | Kasper Asgreen               | Steve Morabito                | Sunweb                    |
| 6.ª                     | Antwan Tolhoek          | Egan Bernal           | Peter Sagan              | Claudio Imhof               | Egan Bernal                  | Patrick Schelling             | UAE Emirates              |
| 7.ª                     | Egan Bernal             | Egan Bernal           | Peter Sagan              | Egan Bernal                 | Egan Bernal                  | Patrick Schelling             | Movistar                  |
| 8.ª                     | Yves Lampaert           | Egan Bernal           | Peter Sagan              | Egan Bernal                 | Egan Bernal                  | Patrick Schelling             | Movistar                  |
| 9.ª                     | Hugh Carthy             | Egan Bernal           | Peter Sagan              | Hugh Carthy                 | Egan Bernal                  | Patrick Schelling             | Movistar                  |
| Clasificaciones finales | Clasificaciones finales | Egan Bernal           | Peter Sagan              | Hugh Carthy                 | Egan Bernal                  | Patrick Schelling             | Movistar                  |

## Ciclistas participantes y posiciones finales
Convenciones:
- AB-N: Abandono en la etapa "N"
- FLT-N: Retiro por llegada fuera del límite de tiempo en la etapa "N"
- NTS-N: No tomó la salida para la etapa "N"
- DES-N: Descalificado o expulsado en la etapa "N"

## UCI World Ranking
La Vuelta a Suiza otorgó puntos para el UCI World Ranking para corredores de los equipos en las categorías UCI WorldTeam, Profesional Continental y Equipos Continentales. Las siguientes tablas muestran el baremo de puntuación y los 10 corredores que obtuvieron más puntos:
| Posición              | 1.º | 2.º | 3.º | 4.º | 5.º | 6.º | 7.º | 8.º | 9.º | 10.º | 11.º | 12.º | 13.º | 14.º | 15.º | 16.º-20.º | 21.º-30.º | 31.º-50.º | 51.º-55.º | 56.º-60.º |
| Clasificación general | 500 | 400 | 325 | 275 | 225 | 175 | 150 | 125 | 100 | 85   | 70   | 60   | 50   | 40   | 35   | 30        | 20        | 10        | 5         | 3         |
| Por etapa             | 60  | 25  | 10  |     |     |     |     |     |     |      |      |      |      |      |      |           |           |           |           |           |
| Líder                 | 10  |     |     |     |     |     |     |     |     |      |      |      |      |      |      |           |           |           |           |           |

| Clasificación |                    |                       |         |       |       |       |
| Ciclista      | Ciclista           | Equipo                | General | Etapa | Líder | Total |
| ------------- | ------------------ | --------------------- | ------- | ----- | ----- | ----- |
| 1.º           | Egan Bernal        | INEOS                 | 500     | 95    | 30    | 625   |
| 2.º           | Rohan Dennis       | Bahrain Merida        | 400     | 95    | 10    | 505   |
| 3.º           | Patrick Konrad     | Bora-Hansgrohe        | 325     | -     | -     | 325   |
| 4.º           | Tiesj Benoot       | Lotto Soudal          | 275     | -     | -     | 275   |
| 5.º           | Jan Hirt           | Astana                | 225     | -     | -     | 225   |
| 6.º           | Simon Špilak       | Katusha-Alpecin       | 175     | -     | -     | 175   |
| 7.º           | Domenico Pozzovivo | Bahrain Merida        | 150     | 25    | -     | 175   |
| 8.º           | Peter Sagan        | Bora-Hansgrohe        | -       | 120   | 30    | 150   |
| 9.º           | Elia Viviani       | Deceuninck-Quick Step | -       | 145   | -     | 145   |
| 10.º          | Carlos Betancur    | Movistar              | 125     | -     | -     | 125   |